# Saint-Clair-de-la-Tour
Saint-Clair-de-la-Tour é uma comuna francesa na região administrativa de Auvérnia-Ródano-Alpes, no departamento de Isère. Estende-se por uma área de 9,24 km². Em 2010 a comuna tinha 3 513 habitantes (densidade: 380,2 hab./km²).